# Trận Liegnitz (1760)
Trận Liegnitz là một trận đánh trong chiến tranh Schlesien lần thứ ba và chiến tranh Bảy năm, diễn ra vào ngày 15 tháng 8 năm 1760 gần thị trấn Liegnitz thuộc tỉnh Schliesen (Phổ). Tại đây khoảng 15 nghìn quân Phổ do đích thân vua Friedrich II chỉ huy đã đánh tan 24 nghìn quân Áo do thượng tướng Gideon Ernst von Laudon chỉ huy. Kết quả trận đánh đã làm phá sản kế hoạch của người Áo nhằm chinh phục Schlesien trong năm 1760, đồng thời vực dậy sĩ khí quân đội Phổ sau những thất bại thê thảm như Hochkirch (1758) và Kunersdorf (1759). Bên cạnh đó, chiến thắng của Friedrich II ở Liegnitz đã không thể đưa đến sự chấm dứt chiến tranh với liên minh Áo-Nga.

## Bối cảnh
Năm 1759 là một năm thắng lợi liên tiếp của liên minh Nga-Áo trong chiến tranh Bảy năm. Tại Brandenburg, quân đội Nga do nguyên soái Pyotr S. Saltykov chỉ huy đã phối hợp với cánh quân Áo của tướng Gideon von Laudon nghiền nát quân chủ lực của vua Phổ Friedrich II trong trận Kunersdorf, loại hơn 2 vạn quân Phổ khỏi vòng chiến đấu. Tại Sachsen, quân chủ lực Áo do thống chế Leopold von Daun chỉ huy đã chiếm Dresden và bắt gọn 13 nghìn binh tướng Phổ trong trận Maxen. Chỉ có các điều kiện hạn chế của chiến tranh thế kỷ 18 và mâu thuẫn giữa các chỉ huy quân đội liên minh mới ngăn được sự thất bại hoàn toàn của Phổ trong năm 1759.
Sau một thời gian hai bên trú đông và chỉnh đốn lực lượng, chiến cuộc tiếp diễn vào tháng 6 năm 1760 khi tướng Áo Laudon tổ chức tấn công giành lại Schlesien – một tỉnh của Áo bị Phổ chiếm từ năm 1740. Ngày 23 tháng 6, quân Áo bắt được trấn thủ Schlesien là Fouqué cùng hơn 8 nghìn quân của ông ta gần thị trấn Landeshut phía nam Schlesien. Friedrich điều gấp quân chủ lực Phổ từ Gross-Dobritz (Sachsen) về cứu Schlesien. Cùng lúc đó, Daun cũng đem quân từ Sachsen sang chi viện cho Laudon, và đến ngày 7 tháng 7 quân chủ lực Áo đã bỏ xa quân Phổ trên con đường đến Schlesien. Friedrich đưa quân trở lại Sachsen để đánh tiêu hao lực lượng Áo tại đây và thu hút Daun khỏi Schlesien. Ngày 13 tháng 7, Friedrich tiến hành bao vây chiếm lại Dresden. Quân Phổ điều đại bác bắn phá ác liệt vào thành phố, nhưng đồn binh Áo kiên quyết không đầu hàng. Đêm ngày 18 tháng 7, quân chủ lực Áo đã về tới Sachsen và bức rút được địch khỏi Dresden.

### Cục diện tại Schlesien
Trong lúc Friedrich đánh phá Dresden, cánh quân Áo của Laudon đã tiến sâu vào Schlesien và lấy được thành trì Glatz vào ngày 29 tháng 7. Kế đến Laudon tiến hành bao vây, uy hiếp thủ phủ Breslau. Cùng lúc đó, tư lệnh Nga Saltykov đã hạ lệnh cho tướng Zakhar G. Chernyshov cầm 25 nghìn quân từ Ba Lan vượt sông Oder tiến vào Schlesien và hội quân với Laudon. Dưới áp lực từ các sự kiện này, ngày 29 tháng 7 Friedrich giao cho một quân đoàn nhỏ đóng giữ Sachsen, còn bản thân mình dẫn 3 vạn quân lên hướng đông bắc để ngăn chặn cuộc tấn công của quân Áo vào Schlesien, đồng thời ngăn không cho quân đội Áo hội quân với Nga. Em ruột Friedrich là thân vương Heinrich cũng rút 38 nghìn quân từ Landsberg trên bờ nam sông Oder vào Schlesien. Ngày 5 tháng 8, Heinrich đã giải vây cho Breslau và tổ chức tuyến phòng thủ đề phòng quân Nga đánh vào thành phố.

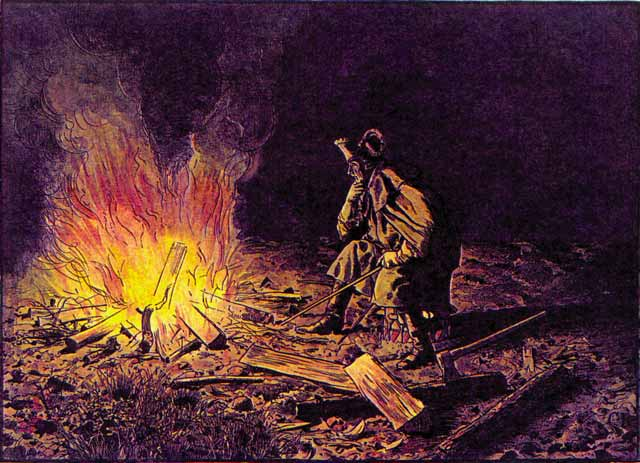
Friedrich II trong đêm trước trận Liegnitz, tranh của Carl Röchling.

Sau khi Friedrich rút khỏi Sachsen, Daun cũng tiến quân về Schlesien theo một tuyến song song với đường hành quân của địch. Đầu tháng 8 năm 1760, quân Daun đã đến Schlesien trước địch và hội quân với Laudon, nâng tổng số quân Áo ở Schlesien lên 9 vạn người. Đến ngày 7 tháng 8, quân của Friedrich mới về tới huyện Bunzlau (Schlesien). Sau đó, ông ta dự định hành quân tới trung tâm Breslau-Schweidnitz để hợp binh với Heinrich và đặt mình vào giữ 2 đạo quân Nga-Áo; song để làm được điều này, Friedrich phải vượt sông Katzbach gần doanh trại quân Áo vốn đông gấp 3 lần quân Phổ. Ngày 10 tháng 8, Friedrich tổ chức hành quân dọc theo bờ bắc sông Katzbach, vòng qua sườn phải quân Áo và tiến tới vùng trung tâm Schlesien, nhưng quân Phổ vừa mới xuất hành thì đại quân Áo trên bờ nam đã phát giác và triển khai đội hình chiến đấu. Quân Phổ dừng chân và đóng trại trên các đồi phía tây thị trấn Liegnitz.
Đêm ngày 14 tháng 8, Daun nhận định thời cơ đã đến để tiêu diệt quân đội Phổ. Ông ta tổ chức quân chủ lực của mình thành 4 hàng dọc tiến đánh doanh trại địch, đồng thời hạ lệnh cho Laudon mang 24 nghìn quân vượt sông Katzbach gần Liegnitz. Chủ trương của Daun là để Laudon tấn công trực diện và cầm chân địch cho đến khi quân chủ lực kéo đến; sau đó Daun sẽ đánh ập vào sườn và lưng địch. Mặc dù không hay biết về kế hoạch này, Friedrich trong đêm đó đã bí mật tổ chức một cuộc hành quân mới dọc theo bờ bắc sông Katzbach; lần này ông ta không vượt sông tại Liegnitz mà là tại Parchwitz. Để đánh lừa quân Áo phát hiện động thái này, Friedrich bố trí một số toán lính gác ở lại doanh trại cũ gần Liegnitz và tiếp tục đốt lửa trại xuyên suốt đêm. Trên đường hành quân, Friedrich được một sĩ quan Áo đào ngũ là Wise tiết lộ về kế hoạch tấn công của Daun. Friedrich ngừng tiến quân và lập doanh trại trên một cao nguyên hướng đông bắc Liegnitz. Cao nguyên này khống chế toàn bộ vùng đồn trống phía tây và nam. Để tránh trường hợp quân mình bị kẹt vào giữa 2 cánh quân của Daun và Laudon, Friedrich bố trí quân cánh trái (do nhà vua trực tiếp chỉ huy) nhìn sang hướng đông bắc và cánh phải (do trung tướng Hans von Ziethen chỉ huy) nhìn sang hướng tây nam.

## Trận đánh
Rạng sáng ngày 15 tháng 8, thiếu tá Hundt dẫn 200 lính khinh kỵ Phổ đi trinh sát dọc theo hạ lưu sông Katzbach. Họ phát hiện cánh quân Áo của tướng Laudon đã vượt sang bờ bắc và chuẩn bị tấn công. Ngay lập tức, Hundt phi ngựa về cấp báo cho Friedrich rằng quân Laudon đang áp sát doanh trại từ hướng đông bắc. Friedrich chỉ thị cho Ziethen tiếp tục để quân cánh phải nhìn sang hướng tây-nam hòng đề phòng quân Daun, còn bản thân nhà vua dàn cánh trái (gồm 3 lữ đoàn với khoảng 14 – 15 nghìn quân) thành đội hình chiến đấu đối diện với quân Laudon. Ở trung tâm trận tuyến, Friedrich bài trí một khẩu đội pháo hạng nặng 12 pao trên đồi Reh-Berg và đặt các tiểu đoàn bộ binh của lữ đoàn "Friedrich" ở hai bên hông đồi. Cánh trái (phía nam) và cánh phải (phía bắc) của đội hình lần lượt được các lữ đoàn "Saldern" (gồm trung đoàn Alt-Braunschweig và tiểu đoàn 2 Wedel) và "Anhalt-Bernburg" (gồm các trung đoàn Thân vương Ferdinand và Anhalt-Bernburg) trấn giữ; cả hai cạnh sườn đều có kỵ binh yểm trợ.

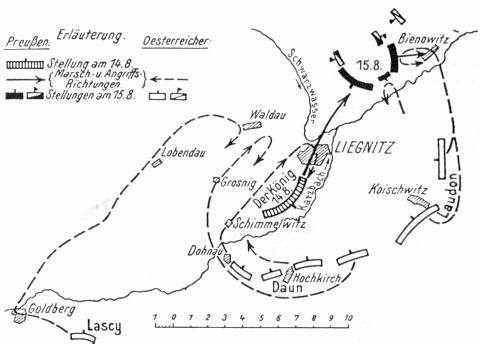
Bản đồ trận đánh Liegnitz.

Trong lúc việc triển khai đội hình quân Phổ chưa hoàn tất, lực lượng kỵ binh cánh phải của Laudon di chuyển vào khu vực giữa Pohlsschildern với Bienowitz và bắt gặp kỵ binh sườn trái Phổ. Quân kỵ binh Áo đánh tan Trung đoàn khinh kỵ Ziethen và Trung đoàn long kỵ Krockow, nhưng không thắng được quân thiết kỵ Phổ. Cùng với các đơn vị thiết kỵ, trung đoàn bộ binh Anhalt-Bernburg đã ôm lê xông lên phản công và phá vỡ kỵ binh Áo. Đây là một trường hợp hiếm có trong lịch sử quân sự phương Tây khi mà kỵ binh bị bộ binh tấn công. Cùng lúc đó, quân cánh trái Áo chiếm lĩnh Panten và bẻ gãy một đợt phản kích của bộ binh Phổ, nhưng sau đó bị pháo binh của Friedrich ghìm chân. Các diễn biến này đã làm Laudon rất kinh ngạc vì ông ta tưởng địch vẫn đang cắm trại tại những nơi họ đứng chân trước ngày 14. Mặc dù trận đánh khởi đầu không mấy suôn sẻ cho người Áo, Laudon quyết định tiếp tục tấn công. Ông ta xuống lệnh cho lực lượng trung tâm tiến đánh trận địa địch, nhưng đến lượt lực lượng này cũng bị chôn chân trước hỏa lực bộ binh và pháo binh Phổ. Những loạt đại bác hạng nặng của Phổ đã gây thương vong ghê gớm cho các đơn vị pháo binh và bộ binh Áo.
Lúc 4h sáng, Friedrich phát động phản kích trên toàn tuyến. Bên cánh phải, trung tướng Wied xua các tiểu đoàn Alt-Braunschweig, Rathenow và Nymschofsky tấn công đánh bật quân cánh trái Áo khỏi Panten. Cùng lúc đó, ở cánh trái Phổ, trung đoàn Anhalt-Bernburg phối hợp với trung đoàn bộ binh Thân vương Ferdinand và trung đoàn thiết kỵ Thân vương Heinrich xuyên thủng hàng ngũ bộ binh Áo. Bản thân Friedrich cũng trực tiếp tham gia chiến đấu cùng các binh sĩ Phổ; con ngựa của ông ta đã bị thương do trúng đạn hỏa mai và 2 viên tùy tùng của ông ta thiệt mạng do đạn pháo Áo. Để ngăn chặn đà phản kích của quân Phổ, Laudon tung một bộ phận kỵ binh Áo đánh thốc vào đội hình đối phương. Kỵ binh Áo đã tiêu diệt một tiểu đoàn bộ binh, gây tổn thát lớn cho một trung đoàn bộ binh và tịch thu 10 hiệu kỳ của Phổ. Cuộc xung kích của kỵ binh Áo cuối cùng cũng bị các tiểu đoàn bộ binh và 2 trung đoàn kỵ binh Phổ bẻ gãy. Lúc 6h, Laudon rút toàn bộ lực lượng qua sông Katzbach và động thái này đã đặt dấu chấm hết cho trận đánh.
Cuối ngày 14 – đầu ngày 15 tháng 8, lực lượng chủ lực Áo tổ chức hành quân về phía đông bắc, nhằm hợp lực với Laudon tiêu diệt quân Phổ trên hướng tây Liegnitz. Lúc 3h sáng ngày 15, Daun nhận được tin quân Phổ đã bỏ trống doanh trại cũ. Daun quyết định tiếp tục tiến về Liegnitz để tìm diệt đối phương, nhưng do gặp nhiều trục trặc trong việc duy trì kỷ luật đội ngũ nên cuộc hành binh bị hoãn từ 3h tới 5h sáng. Lúc 5h, quân chủ lực Áo bắt đầu di chuyển về Liegnitz. Đạo quân tiên phong của Daun bị khựng lại khi họ gặp sông Schwarzwasser – một phụ lưu phía bắc sông Katzbach, vì sông này có ít chỗ cạn và tướng Phổ Ziethen đã cho đại bác nã vào tất cả những vị trí có thể được dùng để vượt sông. Một số đơn vị khinh kỵ và long kỵ Áo đã vượt qua được một bãi cạn gần Rüstern, nhưng họ vừa sang đến bờ bắc thì bị kỵ binh Phổ tiêu diệt. Daunh đành cho quân dừng lại và chờ tin từ đạo quân của Laudon. Lúc 7h, Daun được cấp báo về sự thua trận của Laudon; và ngay sau đó, quân chủ lực Áo rút lui về vị trí xuất phát.

## Kết quả
Trận Liegnitz kết thúc với thất bại ê chề của quân đội Áo. Phía Phổ tuy thiệt hại 3.394 quân (bao gồm 639 người chết và 2755 bị thương hoặc mất tích) nhưng đã gây cho Áo tổn hao đến 8138 quân – trong đó 1408 thiệt mạng, 2359 bị tàn phế và 4371 bị bắt làm tù binh. Con số tổn thất này chiếm đến gần 1/3 binh lực cánh quân của Laudon. Quân Phổ cũng tịch thu 80 cỗ pháo Áo làm chiến lợi phẩm. Kết quả trận đánh đã phá vỡ kế hoạch của bộ chỉ huy Áo nhằm tiêu diệt đội quân chủ lực Phổ trên sông Katzbach, đồng thời ngăn chặn lực lượng chủ lực của Áo và Nga hội quân trên đất Phổ: ngày 16 tháng 8, sau khi nghe tin Laudon thất trận ở Liegnitz, tướng Nga Chernyshev rút lui toàn bộ lực lượng từ Schlesien về hậu cứ tại Ba Lan. Thắng lợi của Friedrich II ở Liegnitz cũng làm khựng lại các mũi tấn công của Laudon vào Schlesien và đảm bảo quyền kiểm soát của Phổ đối với vùng trung tâm Schlesien trong năm 1760. Bên cạnh đó, chiến thắng này không đủ sức thuyết phục liên minh Nga-Áo chấm dứt chiến tranh với Phổ; và phải sau nhiều trận đánh đẫm máu cùng các diễn biến chính trị, ngoại giao phức tạp khác, cuộc chiến mới chấm dứt khi Hòa ước Hubertusburg công nhận Schlesien là lãnh thổ của Phổ năm 1763.